# Strandlysing

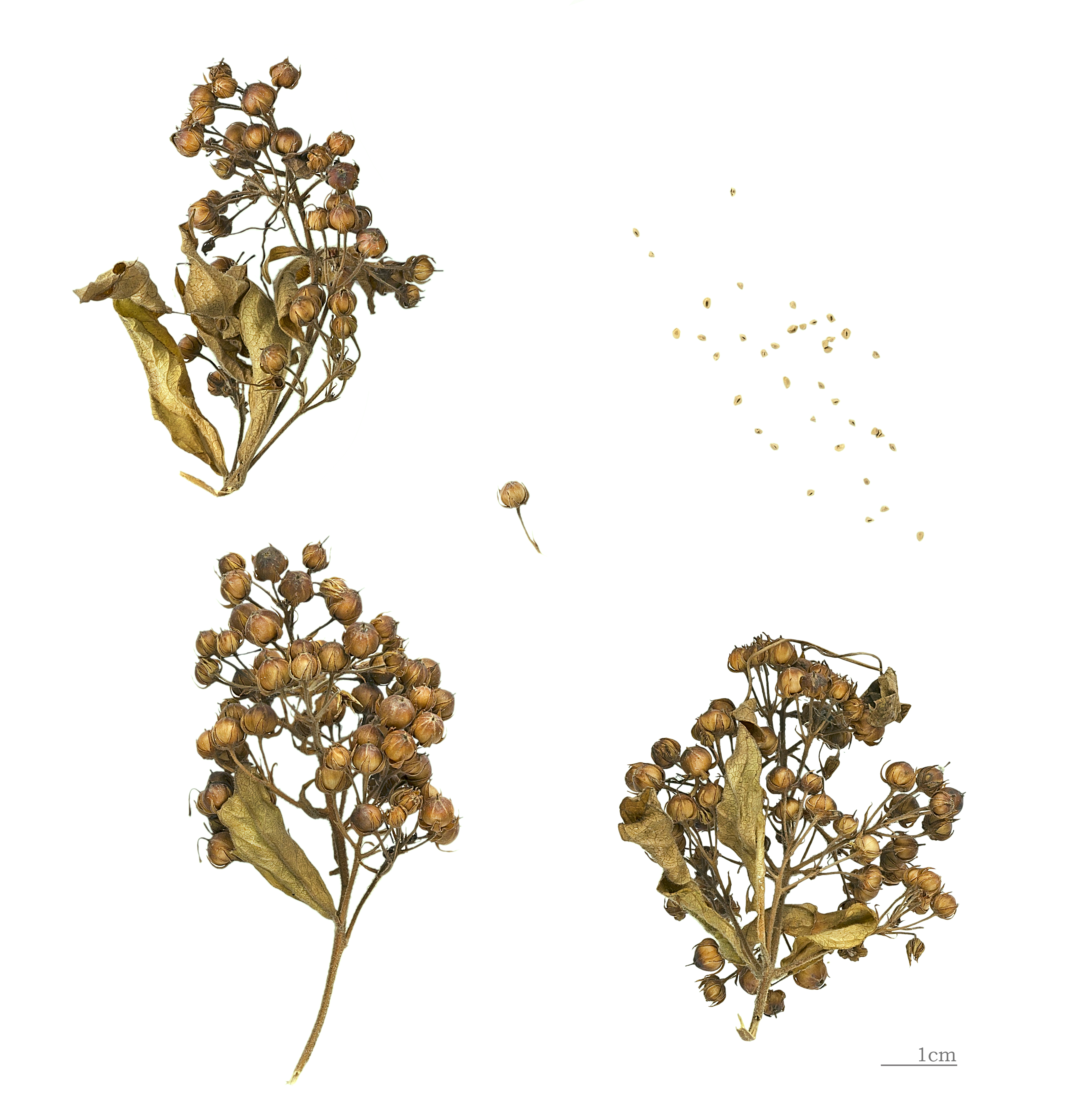
Lysimachia vulgaris

Strandlysing eller videört (Latin: Lysimachia vulgaris) är en art i familjen ardisiaväxter. 

## Beskrivning
Det är en flerårig ört som blir 60–120 cm hög och har krypande jordstam. Stjälkarna är upprätta, rundade eller något fyrkantiga, vanligen ogrenade och ludna. Bladen är motsatta eller kransställda, avlångt lansettlika till smalt äggrunda, 6–17 × 1–5 cm, med ett fåtal röda och svarta glandelprickar. Blommorna kommer i toppställda, grenade klasar, samt i de övre bladvecken. Kronan är klargul, 1,5–2 cm i diameter. Frukten är en rundad kapsel, 3–4 mm i diameter.
Artepitetet vulgaris är latin och betyder vanlig.

## Utbredning
Den förekommer över hela norra tempererade zonen, söderut till nordvästra Afrika och sydvästra Asien. Den växer helst där marken är blöt eller åtminstone mycket fuktig, till exempel i diken eller i sumpmarker och odlas ibland som trädgårdsväxt, men blir lätt ett besvärligt ogräs.

## Synonymer
- Lysimachia capillaris Opiz, 1841
- Lysimachia davurica Ledeb., 1814
- Lysimachia dittrichii Opiz, 1841
- Lysimachia elata Salisb., 1796 nom. illeg.
- Lysimachia konradii Seidl in Opiz, 1841
- Lysimachia lutea Bubani, 1897 nom. illeg.
- Lysimachia mixta Merino, 1906
- Lysimachia paludosa Baumg., 1816
- Lysimachia tomentosa C.Presl, 1826
- Lysimachia westphalica Weihe, 1822